# マイク・ランスフォード
マイク・ランスフォード（Mike Lansford 1958年7月20日- ）はカリフォルニア州モントレーパーク出身のアメリカンフットボール選手。ポジションはプレースキッカー。NFLのロサンゼルス・ラムズで1982年から1990年までプレーした。

## 経歴
パサデナシティ・カレッジ、ワシントン大学を経て1980年のNFLドラフト12巡でニューヨーク・ジャイアンツに指名されたがロースターに残れず、サンフランシスコ・フォーティナイナーズ、ロサンゼルス・レイダースでもカットされ、1982年にロサンゼルス・ラムズでNFLデビューを果たした。
1983年にはその年ドラフト4位で指名されたワシントン大学の後輩、チャック・ネルソンにポジションを奪われたが第13週よりネルソンに代わり最後の4試合に出場し、1984年はトレーニングキャンプでネルソンと争った結果、開幕ロースターに残り、その後1990年まで全試合でラムズのキッカーを務めた。
1988年にボブ・ウォーターフィールドが持っていたチームの通算得点記録を更新している。
1989年の第4週サンフランシスコ・フォーティナイナーズ戦では、トム・ラスマンのファンブルから得たチャンスで、残り5秒に逆転FGを決めた。

## 人物
1981年にワークアウトを受けた際に、かかとに痛みのあった彼は靴を脱ぎ捨ててキックを蹴ったところ、靴をはいたままよりも上手く蹴ることができ、それ以降裸足で蹴り続けた。